# Troglosiro ninqua
Troglosiro ninqua – gatunek kosarza z podrzędu Cyphophthalmi i monotypowej rodziny Troglosironidae.

## Występowanie
Jak wszyscy przedstawiciele rodzaju jest endemitem Nowej Kaledonii. Występuje na górze Ninqua. Znaleziony na wysokości ok. 1000 m n.p.m..